# Herodotius pattersoni
Herodotius pattersoni è un mammifero estinto, appartenente ai macroscelidi. Visse tra l'Eocene superiore e l'Oligocene inferiore(circa 35-33 milioni di anni fa) e i suoi resti fossili sono stati ritrovati in Africa.

## Descrizione
Questo animale è noto solo per frammenti di crani, mandibole e denti, ed è quindi impossibile ricostruirne fedelmente l'aspetto. Si suppone che potesse essere vagamente simile, sia come aspetto che come dimensioni, agli attuali toporagni elefante del genere Rhynchocyon.

Herodotius era un macroscelide arcaico, e come gli affini Chambius e Nementchatherium era dotato di molari superiori brachidonti (a corona bassa) con un ampio cingulum buccale, un quarto premolare superiore non completamente molarizzato e dotato di un parastilo diretto anteriormente, e molari con ipolofo e protolofo piccoli.
Rispetto a Chambius, Herodotius era dotato di molari e premolari inferiori con entoconide e ipoconulide poco distinti, un terzo molare superiore più grande e premolari e molari superiori privi di conuli.

## Classificazione
Herodotius è il genere eponimo degli Herodotiidae, un gruppo arcaico di mammiferi macroscelidi tipici del Paleogene, dalle affinità incerte rispetto agli altri macroscelidi. Herodotius pattersoni venne descritto per la prima volta nel 1991, sulla base di resti fossili ritrovati nella zona di Jebel Qatrani in Egitto, in terreni risalenti alla transizione tra Eocene e Oligocene.